# ویژرکی
ویژرکی (به چکی: Výžerky) یک منطقهٔ مسکونی در جمهوری چک است که در شهرستان پراگ-شرق واقع شده‌است.